# Seven Day Jesus
Seven Day Jesus (conhecido também por 7DJ ou SDJ) é uma banda de rock cristão, formada em Huntington, Virgínia Ocidental em 1994.
A banda separou-se em 1998, voltando-se a reunir em 2004 para dar um concerto.

## História
A banda foi formada por amigos de infância, o vocalista e guitarrista Brian McSweeney, o guitarrista ritmico Chris Beaty, o baixista Wes Simpkins e o baterista  Matt Sumpter. Começaram como uma banda cover, mas depressa começaram a escrever as suas próprias letras,
Na esperança de dar o salto na carreira, a banda lancçou diversos álbuns, antes de assinar pela 5 Minute Walk, uma gravadora da Califórnia. Após o lançamento do álbum "Hunger" em 1996 tendo sido alvo de boas críticas, acabaram por assinar com a ForeFront Records. Em 1998, e após uma mudança no rumo dos objectivos, lançaram o seu álbum homónimo em 1998, tendo mudado a sua carreira de forma significativa. 
Surpreendentemente, a banda juntou-se em 2004 e tocaram pela última vez juntos. Mais tarde a banda lançou um álbum ao vivo, não tendo havido mais noticias acerca do futuro da banda. O álbum junta músicas das actuações ao vivo realizadas em 1996 e 1998. McSweeney e Sumpter tocam actualmente pela banda de rock Matthew. Matthew não é uma banda cristã. Chris Beaty juntou-se a The O.C. Supertones em 2003, tendo tocado com eles até a sua extinção em 2005. É actualmente o técnico de guitarras da banda de rock Switchfoot. Fox toca actualmente na banda de rock The Red Velvet e dirige a Huntington's Broadmoor Recording Studio. McSweeney
está em torné com a banda de rock cristão Audio Adrenaline nos seus últimos concertos.

## Membros
- Brian McSweeney - vocais, guitarra
- Chris Beaty - guitarra rítmica
- Russ Fox - baixo
- Kevin Adkins - bateria

### Antigos membros
- Wes Simpkins - baixo (1994 - 1997)
- Matt Sumpter - bateria (1994 - 1997)

## Discografia
- The Hunger (1996)
- Seven Day Jesus (1997)
- Seven Day Jesus Live (2004)